# Michael Blackburn
Michael James Blackburn (Sídney, 25 de julio de 1970) es un deportista australiano que compitió en vela en las clases Laser y Laser Radial. 
Participó en tres Juegos Olímpicos de Verano, obteniendo una medalla de bronce en Sídney 2000, en la clase Laser, el cuarto lugar en Atlanta 1996 y el noveno en Atenas 2004. Ganó cuatro medallas en el Campeonato Mundial de Laser entre los años 2000 y 2006. También obtuvo una medalla de oro en el Campeonato Mundial de Laser Radial de 2004.

## Palmarés internacional
| Juegos Olímpicos   | Juegos Olímpicos     | Juegos Olímpicos  | Juegos Olímpicos |
| Año                | Lugar                | Medalla           | Clase            |
| ------------------ | -------------------- | ----------------- | ---------------- |
| 2000               | Sídney (Australia)   | Medalla de bronce | Laser            |
| Campeonato Mundial |                      |                   |                  |
| Año                | Lugar                | Medalla           | Clase            |
| 2000               | Cancún (México)      | Medalla de plata  | Laser            |
| 2003               | Cádiz (España)       | Medalla de bronce | Laser            |
| 2004               | Bodrum (Turquía)     | Medalla de bronce | Laser            |
| 2006               | Jeju (Corea del Sur) | Medalla de oro    | Laser            |

| Campeonato Mundial | Campeonato Mundial   | Campeonato Mundial | Campeonato Mundial |
| Año                | Lugar                | Medalla            | Clase              |
| ------------------ | -------------------- | ------------------ | ------------------ |
| 2004               | Brisbane (Australia) | Medalla de oro     | Laser Radial       |